# Сухарево (Митищинський міський округ)
Су́харево (рос. Сухарево) — присілок у складі Митищинського міського округу Московської області, Росія.

## Населення
Населення — 452 особи (2010; 220 у 2002).
Національний склад (станом на 2002 рік):
- росіяни — 100 %